# Lista de mortes de personalidades do hip hop

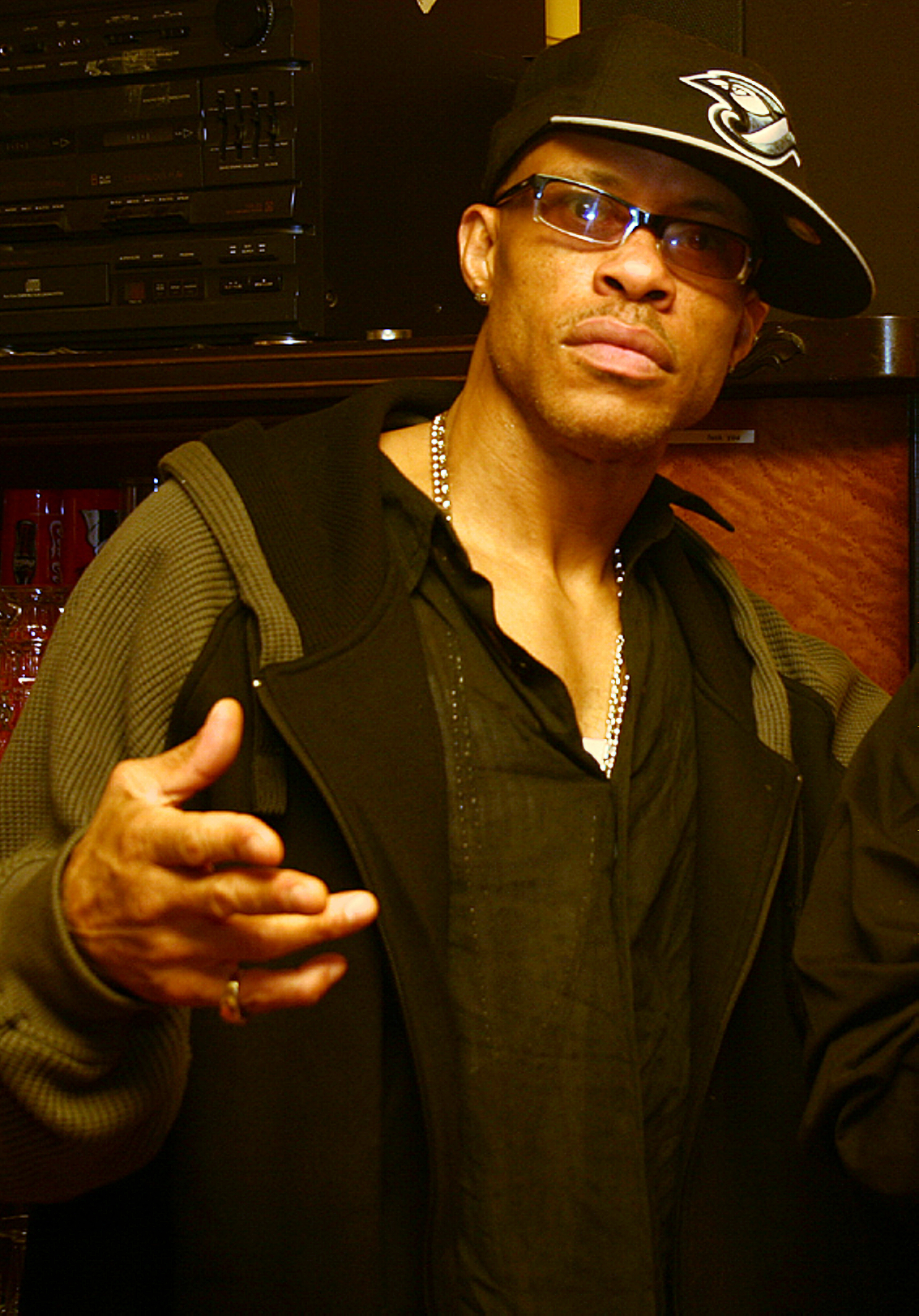
O rapper Guru, que juntamente com Tupac Shakur, Notorious B.I.G., Eazy-E e Jam Master Jay, foi um dos mais influentes na cultura hip hop.

Esta é uma lista de mortes das personalidades ligadas ao hip hop, relacionando cronologicamente o óbito de rappers, DJs e dançarinos de breakdance. O hip hop é um movimento cultural que surgiu no final da década de 1970 nos Estados Unidos como forma de reação aos conflitos sociais e à violência sofrida pelas classes menos favorecidas da sociedade urbana. Ele é composto por quatro pilares, tidos como fundamentais para o entendimento da arte: as rimas de MCs através do rap; a instrumentação dos DJs; a dança hip hop com breakdance, popping e locking; e a escrita do grafite. Estes pilares foram estipulados por Afrika Bambaataa, que é reconhecido como o criador oficial do hip hop.
Dentre as mortes de personalidades relacionadas ao hip hop, pode-se destacar o assassinato de Tupac Shakur em 1996, quando foi atingido por quatro tiros dentro de seu carro, que era dirigido no momento do crime por Suge Knight. Buscando saber o que motivou o atentado contra seu companheiro do Outlawz, o rapper Yaki Kadafi ameaçou vingar-se de um policial suspeito, acabando por ser morto pelo mesmo. Tido como mandante do assassinato de Tupac, o rival Notorious B.I.G. viajou para  Califórnia a fim de selar uma trégua e esfriar os ânimos, mas acabou sendo atingido por quatro tiros quando parou em um sinal vermelho. Além deste caso, tiveram notoriedade as mortes de Eazy-E, ex-membro do NWA, em decorrência da AIDS;em 1999, Big L foi assassinado na frente da sua casa, mesmo local que seu irmão morreria um ano depois;2002, Jam Master Jay, DJ do Run-D.M.C., que foi atingido com vários tiros no estúdio de gravação por uma suposta vingança contra o The Supreme Team de Kenneth McGriff; Ol' Dirty Bastard, membro e fundador do Wu-Tang Clan, vítima de uma overdose acidental em novembro de 2004; em abril de 2006, o membro da D12, Proof foi baleado e morto após brigar com o primo do assassino, 19 de abril de 2010, Guru, do duo Gang Starr, que sofria de Câncer e Nate Dogg faleceu em março de 2011, de derrame cerebral, que sofria  desde 2007.
Entre os rappers de países lusófonos, destaca-se as mortes dos brasileiros Sabotage, assassinado com quatro tiros por membros de um ponto rival de venda de drogas; Dina Di, considerada a "rainha do rap nacional", que contraiu uma infecção hospitalar após o nascimento da sua segunda filha; e DJ Primo, do programa Manos e Minas, vítima de uma parada cardíaca decorrente de pneumonia. Em Portugal, foram notórios os casos de MC Snake, atingido por um policial da PSP ao fugir de uma abordagem; e Raptor, que morreu devido a uma parada cardiorrespiratória.